# Colliano
Colliano är en ort och kommun i provinsen Salerno i regionen Kampanien i Italien. Kommunen hade 3 590 invånare (2017).